# Atolón de la Surprise
Atolón de la Surprise (en francés: Atoll de la Surprise; que literalmente quiere decir Atolón de la Sorpresa) es una isla de coral, que forma parte de los arrecifes D'Entrecasteaux, al noroeste de Nueva Caledonia.
El atolón de sorpresa es la única parte de los arrecifes de D'Entrecasteaux que han sido utilizados por los seres humanos. La única ocupación permanente se produce solo en tres islas entre 1883 y 1928 para la explotación del guano. Hoy en día, la estación meteorológica de Météo France, instalada en 1965 en la isla de sorpresa (l'île Surprise), es la única infraestructura presente hecha por el hombre.